# Pergamino Sharrer

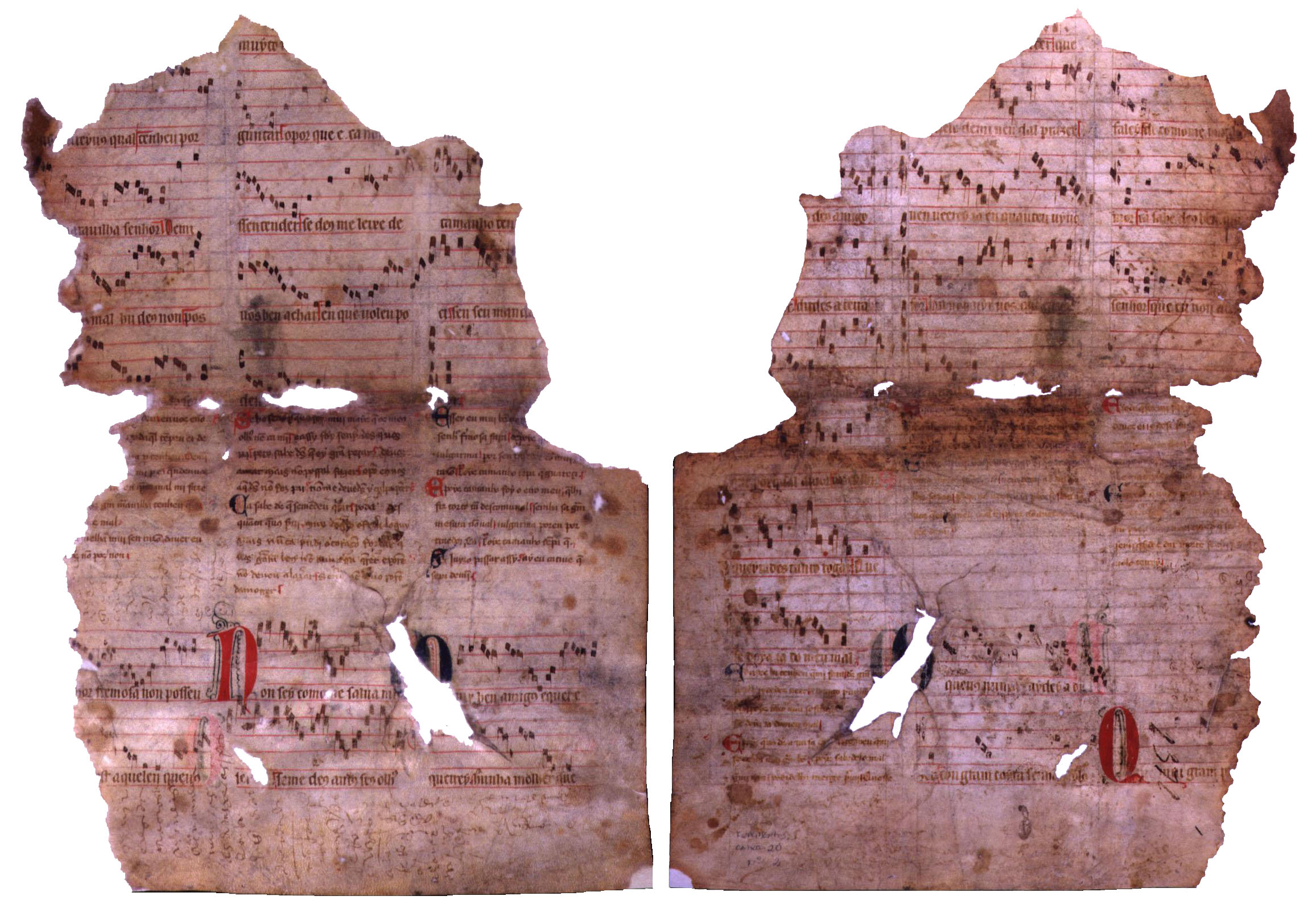
Pergamino Sharrer.

El Pergamino Sharrer es un fragmento de pergamino copiado a finales del siglo XIII o comienzos del XIV que contiene siete cantigas de amor compuestas por el rey de Portugal, Don Denís. Se conserva en el Archivo Nacional de la Torre do Tombo, en Lisboa.

## Historia
El fragmento fue descubierto el 2 de julio de 1990, por el profesor de la Universidad de California, Santa Bárbara, Harvey Leo Sharrer, en el Arquivo Nacional da Torre do Tombo, en Lisboa. El pergamino formaba parte de la encuadernación de un libro de registros notariales del siglo XVI.
Constituye, junto con el Pergamino Vindel, uno de los dos únicos documentos que se han encontrado de cantigas galaico-portuguesas con notación musical y el único de este tipo con cantigas de amor. Es además, la fuente manuscrita portuguesa más antigua de música profana en lengua vernácula que se ha conservado.

## Descripción
Su tamaño es de 45.6 x 26.8 cm y está escrito por las dos caras a tres columnas. El texto está escrito en letra gótica redonda y cursiva, y la música, en notación pre-franconiana con algunos rasgos propios ibéricos. Cuando se descubrió, su estado de conservación era bastante peor que el del Pergamino Vindel, no habiendo llegado completa la música de ninguna de sus siete cantigas. Desgraciadamente, en 1993, fue objeto de una desastrosa restauración en la que se perdió la mayor parte de la notación musical, conservándose solo por las fotografías existentes anteriores a la restauración.
Se cree que podría ser un fragmento perteneciente al cancionero "Livro das Trovas de Dom Dinis", que como su nombre indica, contenía composiciones musicales compuestas por el rey Don Denís y fue copiado en el scriptorium real.

## La música
Musicalmente, las cantigas de amor del Pergamino Sharrer son bastante diferentes a las cantigas de amigo de Martín Codax halladas en el Pergamino Vindel. Contienen gran cantidad de melismas, con un promedio de tres notas por sílaba y una mayor amplitud que las cantigas del Pergamino Vindel, con un rango cercano a la octava.
Las cantigas de amor que contiene el pergamino son las siguientes:
- Pois que vos Deus amigo quer guisar
- A tal estado m'adusse senhor
- O que vos nunca cuidei a dizer
- Que mui gran prazer que eu ei senhor
- Senhor fremosa non poss'eu osmar
- Non sei como me salv'a mia senhor
- Quix bem amigos e quer'e quereei

## Discografía
- 1994 - Cantigas from the Court of Dom Dinis. Devotional, satirical & courtly medieval love songs. Theatre of Voices. Paul Hillier. Harmonia mundi HMU 90 7129.
- 2004 - Cantigas de amor e de amigo. Paula Ceremuzynska, Zofia Dowgiallo. Clave Records 3015.